# 12 Aquilae
12 Aquilae (12 Aql / i Aquilae) es una estrella en la constelación del Águila de magnitud aparente +4,03.
Aunque no tiene nombre propio habitual, esta estrella ha sido llamada Bered, término procedente del hebreo בָּרָד barad, cuyo significado es «tormenta».
De acuerdo a la nueva reducción de datos del satélite Hipparcos, se encuentra a 144 años luz del sistema solar.
12 Aquilae es una gigante naranja de tipo espectral K1III con una temperatura efectiva de 4603 K.
La medida de su diámetro angular en banda K por interferometría es de 2,42 ± 0,01 milisegundos de arco; conociendo la distancia, se puede evaluar su diámetro, resultando ser éste unas 12 veces más grande que el del Sol.
Gira sobre sí misma con una velocidad de rotación proyectada —límite inferior de la misma— de 3,9 km/s.
12 Aquilae brilla con una luminosidad 60 veces mayor que la luminosidad solar.
Presenta una metalicidad —abundancia relativa de elementos más pesados que el helio— inferior a la solar en un 35% ([Fe/H] = -0,19).
Es, como el Sol, una estrella del disco fino y tiene una edad estimada de 4640 millones de años.